# Gaskin (Band)
Gaskin ist eine englische New-Wave-of-British-Heavy-Metal-Band aus Scunthorpe, die Ende der 1970er Jahre gegründet wurde, sich 1983 auflöste und seit 1999 wieder aktiv ist.

## Geschichte
Die Gründung der Band geht auf die späten 1970er Jahre zurück, nachdem sich die vorherige Band Sceptre des Gitarristen und Sängers Paul Gaskin und des Schlagzeugers Dave Norman aufgelöst hatte. Im Januar 1980 stellte sich durch das Hinzukommen des Bassisten Stefan Prokopczuk eine feste Besetzung heraus. In den folgenden Monaten wurden die ersten Proben und Auftritte abgehalten. Im April schloss sich ein erstes Demo an, das die Lieder Sweet Dream Maker, End of the World, I’m No Fool und Despiser enthält. Die Aufnahmen hatten im Fairview Studio in Kingston upon Hull unter der Leitung von Ron Neave stattgefunden, der bereits auch für Witchfynde gearbeitet hatte. Ein paar Tage später wurde der Band ein Plattenvertrag von Rondelet Records angeboten, sie schlug diesen jedoch aus, da Neal Kay den Mitgliedern davon abgeraten hatte, in dieser frühen Phase schon einen Vertrag zu unterzeichnen. Stattdessen zog man nach Nottingham und hielt regionale Auftritte unter anderem mit Witchfynde ab. Anfang 1981 experimentierte die Gruppe durch das Hinzukommen eines zweiten Gitarristen namens David Screen als Quartett. Nach Aufnahmen für Radio Trent schrumpfte sie jedoch wieder zu einem Trio zusammen. Die Auftritte hatten sich mittlerweile bis nach London ausgeweitet, worauf Rondelet Records der Band erneut einen Vertrag anbot, den sie diesmal annahm.
Im April 1981 erschien daraufhin die Single I’m No Fool mit Sweet Dream Maker als B-Seite. Kurz darauf schloss sich das Debütalbum End of the World an. Die Aufnahmen hatten erneut im Fairview Studio stattgefunden. Nach der Veröffentlichung kam Mick Clarke als Sänger zur Besetzung, woraufhin Paul Gaskin sich auf das Spielen der E-Gitarre konzentrierte. In den folgenden Wochen entwickelten sich Spannungen unter den Mitgliedern, was darin gipfelte, dass Clarke zusammen mit Prokopczuk die Besetzung verließ und Ace Lane gründete. Als Ersatz stießen der Bassist Marcus „Baggy“ Lagzdins und der Sänger Bren Spencer dazu. 1982 ging es mit Wishbone Ash und E.F. Band auf Tournee. Zudem hielt die Gruppe eigene Touren ab. Im selben Jahr erschien neben der Single Mony Mony auch das zweite Album No Way Out. Das Album war im April 1982 im Enids Studio in Suffolk aufgenommen worden. Nach Auftritten mit Praying Mantis, Girlschool und Vardis verkündete das Kerrang-Magazin Anfang 1983, dass sich die Band in zwei Lager aufgeteilt hat, mit Paul Gaskin und Bren Spencer als verbliebene Mitglieder. Der letzte Auftritt in gewohnter Besetzung hatte im Dezember 1982 in Scunthorpe Baths stattgefunden. Mit dem Schlagzeuger Dave Wagstaffe und dem Bassisten Mark McKenzie wurde die Besetzung vervollständigt. Zusammen arbeiteten sie an dem dritten Album Aftermath. McKenzie wiederum wurde durch Dave Gugelot ersetzt, der allerdings nur für ein bis zwei Proben in der Besetzung war, da sich die Gruppe bereits kurze Zeit später, Anfang 1983, auflöste. Gründe für die Auflösung waren der Bankrott von Rondelet Records und der Ausstieg von Spencer, der die Band Cherokee gründete. Die Veröffentlichung des dritten Albums konnte nicht mehr erfolgen. Nach der Auflösung widmeten sich die Mitglieder anderen Projekten.
Da die Band auf dem Festland Europas und in Japan recht beliebt war, erschien 1992 ein Bootleg von End of the World. Daraufhin wurde Pony Canyon auf die Veröffentlichung aufmerksam, woraufhin hierüber kurz darauf beide Alben wiederveröffentlicht wurden. Dadurch fühlte sich Paul Gaskin motiviert, neues Material anzufertigen. Dies machte er größtenteils alleine, gelegentlich halfen der Bassist Mick Cooper (Badge, Blade Runner) und der Gitarrist Rick Maybury aus. Die Aufnahmen blieben mehrere Jahre unveröffentlicht. 1996 erschien über British Steel Records eine CD, die beiden Alben enthält. Im selben Jahr verstarb Bren Spencer bei einem Autounfall. Für die Aufnahmen der frühen 1990er Jahre interessierte sich Neat Metal Records, die Veröffentlichung fand im Jahr 2000 in Form des Albums Stand or Fall bei Edgy Records statt. Die Gruppe war seit 1999 wieder aktiv und bestand neben Paul Gaskin aus dem Gitarristen Andy Soloman, dem Bassisten Tony Ilkiw und dem Schlagzeuger Dave Pick. Einer der Comeback-Auftritte fand im Jahr 2000 auf dem Wacken Open Air statt. Im Jahr 2004 arbeitete Paul Gaskin an neuen Liedern und spielte mit der Band im Sommer 2005 auf dem Headbangers Open Air. Am 11. August fand ein Jubiläumskonzert zum 25-jährigen Bestehen der Band in Baths Hall in Scunthorpe statt. Die Gruppe bestand hierbei neben Paul Gaskin als Gitarrist und Sänger aus dem Schlagzeuger Dave Norman, dem Bassisten Tony Ilkiw und dem Bassisten und Sänger Andy Wood. Die Besetzung plante auch ein neues Studioalbum. 2012 erschien über High Roller Records das Album Edge of Madness.

## Stil
Laut Malc Macmillan in The N.W.O.B.H.M. Encyclopedia ist auf End of the World eine Vielzahl von Einflüssen und Stilen zu erkennen. Die Musik sei mit der von Shiva, Praying Mantis und Limelight vergleichbar. Vergleiche zu Rush und Wishbone Ash hätten die Band verärgert.
„Buffo“ Schnädelbach bezeichnete den Stil im Rock Hard als „eher seichten Heavy-Rock mit einem leichten Gary Moore- bzw. Deep Purple-Touch“. Folglich hielt er die Veröffentlichung von Stand or Fall für eine „Schnapsidee“, die „allenfalls einige wenige unverbesserliche Nostalgiker“ ernst nehmen könnten.
Laut Manfred Kerschke in New Wave of British Heavy Metal: The Glory Days spielt die Band „epische Heavystücke der Sonderklasse mit harmonischem Gesang“. Dabei arbeite die Gruppe auf einem hohen handwerklichen und songschreiberischen Niveau.
The International Encyclopedia of Hard Rock and Heavy Metal verglich die Musik von Gaskin mit Rush, wobei die Gruppe auch auf kurze, schnelle Metal-Songs setze. Als positiv wurden die Handhabung der Instrumente und die Produktion hervorgehoben.
Martin Popoff stellte in The Collector’s Guide of Heavy Metal: Volume 2: The Eighties hingegen fest, dass die Band auf End of the World noch nicht bereit für die Aufnahmen war, was sich durch billige Produktion, eine schlechte Ausführung und unzureichendes Songwriting äußere. No Way Out biete eine Verbesserung, leide jedoch noch immer unter der Produktion, dem Songwriting und wenig eindrucksvollen Gesang. Das Titellied erinnere an die Labelkollegen Witchfynde. In der vierten Ausgabe der Buchreihe schrieb Popoff über Stand or Fall, das hierauf gut dargestellt wird, wie die Band ursprünglich geklungen habe: Eine Mischung aus Bad Company und durch Popmusik leicht beeinflusste Musik der NWoBHM. Er bevorzuge jedoch die wiedervereinigten Jaguar gegenüber den neu zusammengefundenen Gaskin.
Eduardo Rivadavia von AllMusic merkte an, dass sich die Band von durch Punk beeinflussten Metal zu melodischerem Hard Rock im Stil von Def Leppard und Praying Mantis entwickelt hat.
Andreas Schöwe vom Metal Hammer schrieb in der Rezension zur British-Steel-Records-Wiederveröffentlichung der beiden Alben, dass die Gruppe zwar auf hohem Niveau spielt, jedoch an Bands wie Samson und Tygers of Pan Tang nicht herankomme. Zudem sei die Musik selbst für damalige Verhältnisse schlecht produziert. In einer späteren Ausgabe schrieb Daniel Böhm über Stand or Fall, dass es sowohl vom Songwriting als auch von der Produktion her fast nahtlos mit „lebhaftestem NWoBHM-Vibe“ an No Way Out anschließt.

## Diskografie
- 1981: End of the World (Album, Rondelet Records)
- 1981: I’m No Fool (Single, Rondelet Records)
- 1982: No Way Out (Album, Rondelet Records)
- 1982: Mony Mony (Single, Rondelet Records)
- 2000: Stand or Fall (Album, Edgy Records)
- 2009: Beyond Worlds End 80-81 (Kompilation, Buried by Time and Dust Records)
- 2012: The Contract (EP, Eigenveröffentlichung)
- 2012: Edge of Madness (Album, High Roller Records)